# Lista de premiados no Festival de Gramado
Esta é uma lista de premiados – filme, diretor, atores, trilha sonora, fotografia, roteiro, montagem, cenografia, som, música, figurino e prêmios especiais – no Festival de Gramado:

## 1973
- Realizado entre 10 e 14 de janeiro de 1973
- Melhor filme:  Toda Nudez Será Castigada
- Melhor diretor:  Luís Sérgio Person, por Cassy Jones: o Magnífico Sedutor
- Melhor ator: Carlos Kroeber, por A Casa Assassinada
- Melhor atriz:  Darlene Glória, por Toda Nudez Será Castigada
- Trilha sonora: Tom Jobim, por A Casa Assassinada
- Fotografia: André Faria Jr., por Roleta Russa

## 1974
- Realizado entre 21 e 26 de janeiro de 1974
- Melhor filme:  Vai Trabalhar Vagabundo
- Melhor diretor: Denoy de Oliveira, por Amante Muito Louca
- Melhor ator:  Othon Bastos, por São Bernardo
- Melhor atriz: Tereza Rachel, por Amante Muito Louca
- Prêmio especial do júri:  Stepan Nercessian, por Amante Muito Louca
- Melhor fotografia:  Lauro Escorel, por São Bernardo

## 1975
- Realizado entre 21 e 25 de janeiro de 1975
- Melhor filme: O Amuleto de Ogum
- Melhor diretor:  Walter Hugo Khouri, por O Anjo da Noite
- Melhor ator:  Eliezer Gomes, por O Anjo da Noite
- Melhor atriz:  Ana Maria Magalhães, por Uirá, um Índio em Busca de Deus
- Prêmio especial do júri:  Uirá, Um Índio em Busca de Deus
- Melhor fotografia: Antonio Meliande, por O Anjo da Noite

## 1976
- Realizado entre 20 e 24 de janeiro de 1976
- Melhor filme:  O Predileto
- Melhor diretor: Eduardo Escorel, por Lição de Amor
- Melhor ator:  Jofre Soares, por O Predileto
- Melhor atriz: Lilian Lemmertz, por Lição de Amor
- Melhor roteiro: Roberto Palmari e Roberto Santos, por O Predileto
- Melhor fotografia: Geraldo Gabriel, por O Predileto
- Melhor trilha sonora: Francis Hime, por Lição de Amor
- Melhor atriz coadjuvante:  Camila Amado, por O Casamento
- Melhor ator coadjuvante:  Paulo César Pereio, por As Aventuras Amorosas de um Padeiro
- Prêmio especial do júri:  O Casamento, de Arnaldo Jabor

## 1977
- Realizado entre 17 e 22 de janeiro de 1977
- Melhor filme:  À Flor da Pele
- Melhor diretor:  Bruno Barreto, por Dona Flor e Seus Dois Maridos
- Melhor ator:  José Lewgoy, por Ibraim do Subúrbio
- Melhor atriz:  Denise Bandeira, por À Flor da Pele
- Melhor roteiro:  Francisco Ramalho Junior, por À Flor da Pele
- Melhor fotografia:  José Medeiros, por O Seminarista e Geraldo Santos Pereira, por Aleluia Gretchen
- Melhor trilha sonora:  Francis Hime, por Dona Flor e Seus Dois Maridos
- Melhor atriz coadjuvante:  Marlene França, por Crueldade Mortal
- Melhor ator coadjuvante:  José Maria Santos, por Aleluia Gretchen
- Prêmio especial do júri:  Anísio Medeiros

## 1978
- Realizado entre 20 e 25 de fevereiro de 1978
- Melhor filme:  Doramundo
- Melhor diretor:  João Batista de Andrade, por Doramundo
- Melhor ator:  Reginaldo Faria, por Lúcio Flávio, o Passageiro da Agonia
- Melhor atriz:  Kátia D'Angelo, por Barra Pesada
- Melhor roteiro: Almir Muniz e Oswaldo Caldeira, por Ajuricaba
- Melhor fotografia: Lauro Escorel, por Doramundo
- Melhor trilha sonora: Edu Lobo, por Barra Pesada
- Melhor atriz coadjuvante:  Miriam Muniz, por O Jogo da Vida
- Melhor ctor coadjuvante:  Ivan Cândido, por Barra Pesada e Milton Gonçalves, por Lúcio Flávio, o Passageiro da Agonia
- Melhor montagem:  Sílvio Renoldi, por Lúcio Flávio, o Passageiro da Agonia
- Melhor cenografia:  Laonte Klawa, por Doramundo
- Prêmio especial do júri: Cosme Alves Neto

## 1979
- Realizado entre 22 e 27 de janeiro de 1979
- Melhor filme:  Raoni
- Melhor diretor: Jorge Bodanzky e Wolf Gauer, por Os Mucker
- Melhor ator:  Helber Rangel, por A Volta do Filho Pródigo
- Melhor atriz:  Marlise Saueressig, por Os Mucker
- Melhor roteiro:  Luiz Carlos Saldanha
- Melhor fotografia:  Luiz Carlos Saldanha, por Raoni
- Melhor trilha sonora:  Egberto Gismonti, por Raoni
- Melhor atriz coadjuvante:  Dilma Lóes, por A Volta do Filho Pródigo
- Melhor ator coadjuvante:  Gianfrancesco Guarnieri, por Diário da Província
- Melhor montagem:  Vera Freire, por Raoni
- Melhor cenografia: Dorlai Schumacher, por Os Mucker

## 1980
- Realizado entre 25 e 30 de março de 1980
- Melhor filme: Gaijin, Caminhos da Liberdade
- Melhor diretor: Carlos Hugo Christensen, por A Intrusa
- Melhor ator: José de Abreu, por A Intrusa
- Melhor atriz: Isabel Ribeiro, por Parceiros da Aventura
- Melhor roteiro: Jorge Duran e Tizuka Yamasaki, por Gaijin, Caminhos da Liberdade
- Melhor fotografia: Antônio Gonçalves, por A Intrusa
- Melhor trilha sonora: John Neschling, por Gaijin, Caminhos da Liberdade e Astor Piazzolla, por A Intrusa
- Melhor atriz coadjuvante: Thelma Reston, por Os Sete Gatinhos
- Melhor ator coadjuvante: José Dumont, por Gaijin, Caminhos da Liberdade
- Melhor montagem: Gilberto Santeiro e Francisco Sérgio, por Os Anos JK
- Melhor cenografia: Yurika Yamasaki, por Gaijin, Caminhos da Liberdade

## 1981
- Realizado entre 23 e 28 de março de 1981
- Melhor filme: Cabaret Mineiro
- Melhor diretor: Carlos Alberto Prates Correia, por Cabaret Mineiro
- Melhor ator: José Dumont, por O Homem que Virou Suco e Nelson Dantas, por Cabaret Mineiro
- Melhor atriz: Sônia Braga, por Eu Te Amo
- Melhor roteiro: João Batista de Andrade, por O Homem que Virou Suco
- Melhor fotografia: Murilo Salles, por Eu Te Amo
- Melhor trilha sonora: Tavinho Moura, por Cabaret Mineiro
- Melhor atriz coadjuvante: Tânia Alves, por Cabaret Mineiro
- Melhor ator coadjuvante: Denoy de Oliveira, por O Homem que Virou Suco
- Melhor montagem: Idê Lacretta, por Cabaret Mineiro
- Melhor som: Laboratório Nel-Som, por Eu te Amo
- Melhor cenografia: Marcos Weinstock, por Eu te Amo
- Prêmio especial do júri: Até a Última Gota
- Curta gaúcho: São Miguel dos Sete Povos, de Jesus Pfeil, e O Papa É Gaúcho, de Antônio Oliveira

## 1982
- Realizado entre 22 e 27 de março de 1982
- Filme: Pra Frente Brasil, de Roberto Farias
- Diretor: Djalma Limongi Batista, por Asa Branca, Um Sonho Brasileiro
- Ator: Walmor Chagas, por Asa Branca, Um Sonho Brasileiro e Luz del Fuego
- Atriz: Lucélia Santos, por O Sonho não Acabou e Luz del Fuego
- Roteiro: R. F. Lucchetti, por O Segredo da Múmia
- Fotografia: Marco Bottino, por Ao Sul do Meu Corpo e Fernando Duarte, por Luz del Fuego
- Trilha sonora: Gilberto Santeiro e Júlio Medaglia, por O Segredo da Múmia
- Atriz coadjuvante: Ruthinéia de Moraes, por Sete Dias de Agonia, Carla Camurati, por O Olho Mágico do Amor e Bianca Byington, por Tormenta
- Ator coadjuvante: Felipe Falcão, por O Segredo da Múmia
- Montagem:  Roberto Farias e Mauro Farias, por Pra Frente, Brasil
- Cenografia: Fausto Ballloni, por Luz del Fuego
- Som: Juarez Dagoberto, por O Sonho não Acabou
- Prêmio especial do júri: Wilson Grey
- Curta gaúcho: No Amor, de Nelson Nadotti

## 1983
- Realizado entre 21 e 27 de março de 1983
- Filme: Sargento Getúlio, de Hermanno Penna
- Diretor: Ana Carolina, por Das Tripas Coração
- Ator: Lima Duarte, por Sargento Getúlio
- Atriz: Marília Pêra, por Bar Esperança
- Roteiro: Marta Alencar, Denise Bandeira, Hugo Carvana, Armando Costa e Euclydes Marinho, por Bar Esperança
- Fotografia: Roberto Eliezer, por Janete
- Trilha sonora: Edgar Ferreira, Sandy Celeste e Feliciano Paixão, por O Rei da Vela
- Atriz coadjuvante: Sílvia Bandeira, por Bar Esperança
- Ator coadjuvante: Orlando Vieira, por Sargento Getúlio
- Montagem: Noilton Nunes, por O Rei da Vela, e Roberto Gervitz e Sérgio Segall, por Das Tripas Coração
- Cenografia: Yurika Yamasaki, por Rio Babilônia
- Figurino: Liege Monteiro, por Rio Babilônia
- Som: Mário Maseti, por Sargento Getúlio
- Música original: Arrigo Barnabé, por Janete
- Prêmio especial do júri: O Rei da Vela e Idolatrada

## 1984
- Realizado entre 9 e 14 de abril de 1984
- Filme: O Baiano Fantasma
- Diretor: Denoy de Oliveira, por O Baiano Fantasma
- Ator: José Dumont, por O Baiano Fantasma
- Atriz: Débora Bloch, por Noites do Sertão
- Roteiro: Alcione Araújo, por Nunca Fomos Tão Felizes
- Fotografia: Tadeu Ribeiro, por Noites do Sertão e Nunca Fomos Tão Felizes
- Trilha sonora: Tavinho Moura, por Noites do Sertão
- Atriz coadjuvante: Maria Sílvia, por Noites do Sertão
- Ator coadjuvante: Aldo Bueno, por A Próxima Vítima
- Montagem: Idê Lacretta e Amaury Alves, por Noites do Sertão
- Cenografia: Anísio Medeiros, por Noites do Sertão
- Som: Romeu Quinto, por Noites do Sertão
- Música original: Wagner Tiso e Milton Nascimento, por Jango
- Prêmio especial do júri: Jango de Silvio Tendler
- Melhor filme pelo júri popular: Jango
- Prêmio de qualidade: Noites do Sertão de Carlos Alberto Prates Correia
- Prêmio revelação: Verdes Anos, de Carlos Gerbase e Giba Assis Brasil

## 1985
- Realizado entre 25 e 30 de março de 1985
- Filme: A Marvada Carne
- Diretor: André Klotzel, por A Marvada Carne
- Ator: Paulo César Pereio, por Noite
- Atriz: Fernanda Torres, por A Marvada Carne
- Roteiro: André Klotzel e C. A. Soffredini, por A Marvada Carne
- Fotografia: Pedro Farkas, por A Marvada Carne
- Música adaptada: Eid Ribeiro, por Ela e os Homens
- Atriz coadjuvante: Cristina Aché, por Noite
- Ator coadjuvante: Otávio Augusto, por Noite
- Cenografia: Adriano Cooper, por A Marvada Carne
- Som: Romeu Quinto e Lício Marcos de Oliveira, por Patriamada
- Música original: Rogério Duprat, por A Marvada Carne
- Prêmio especial do júri:  Carla Camurati, por Estrela Nua, Antônio Penido pela fotografia de Noite, e Dionísio Azevedo, por A Marvada Carne
- Júri popular: A Marvada Carne
- Edição: Alain Fresnot, por A Marvada Carne

## 1986
- Realizado entre 7 e 13 de abril de 1986
- Filme: O Homem da Capa Preta
- Diretor: Carlos Reichenbach, por Filme Demência
- Ator: José Wilker, por O Homem da Capa Preta
- Atriz: Marieta Severo, por Com Licença, Eu Vou à Luta
- Roteiro: Lui Farias, por Com Licença, Eu Vou à Luta
- Fotografia: José Tadeu Ribeiro, por Brás Cubas
- Trilha sonora: David Tygel, por O Homem da Capa Preta
- Atriz coadjuvante: Imara Reis, por Sonho sem Fim e Filme Demência
- Ator coadjuvante: Emílio Di Biasi, por Filme Demência, e Flávio São Thiago, por Fulaninha
- Cenografia: Oscar Ramos, por As Sete Vampiras
- Montagem: Eder Mazzini, por Filme Demência
- Melhor Curta-Metragem Nacional: “O Dia Em Que Dorival Encarou a Guarda”, de Jorge Furtado e José Pedro Goulart, “A Espera”, de Maurício Farias e Luiz Fernando Carvalho, e “Ma Che Bambina”, de A.S. Cecílio Neto
- Som: Mauro Duque Estrada, por Com Licença, Eu Vou à Luta
- Figurino: Rita Murtinho, por Filme Demência
- Prêmio especial do júri: Sonho sem Fim, de Lauro Escorel
- Homenagem especial do júri: Zezé Macedo

## 1987[1]
- Realizado entre 27 de abril e 2 de maio de 1987
- Filme: Anjos do Arrabalde
- Diretor: Wilson Barros, por Anjos da Noite
- Ator: Wilson Grey, por A Dança dos Bonecos
- Atriz: Betty Faria e Marília Pêra, por Anjos do Arrabalde
- Roteiro: Mário Prata e Francisco Ramalho Junior, por Besame Mucho
- Fotografia: José Roberto Eliezer, por Anjos da Noite
- Trilha sonora: Rogério Sganzerla, por Nem Tudo é Verdade
- Atriz coadjuvante: Vanessa Alves, por Anjos do Arrabalde
- Ator coadjuvante: Guilherme Leme, por Anjos da Noite
- Cenografia: Cristiano Amaral, por Anjos da Noite
- Montagem: Severino Dada e Denise Fontoura, por Nem Tudo é Verdade
- Som: John Howard, por Fonte da Saudade
- Figurino: Domingos Fuschini, por Besame Mucho
- Júri popular: A Dança dos Bonecos

## 1988
- Realizado entre 19 e 25 de junho de 1988
- Filme: A Dama do Cine Shanghai
- Diretor: Guilherme de Almeida Prado, por A Dama do Cine Shanghai
- Ator: Reginaldo Faria, por A Menina do Lado
- Atriz: Carla Camurati, por Eternamente Pagu
- Roteiro: Roberto Gervitz, por Feliz Ano Velho
- Fotografia: Cláudio Portioli e José Roberto Eliezer, por A Dama do Cine Shanghai e Cesar Charlone, por Feliz Ano Velho
- Música original: Hermelino Neder, por A Dama do Cine Shanghai
- Música adaptada: Turibio Santos e Roberto Gnatalli, por Eternamente Pagu
- Ator coadjuvante: Marcos Palmeira, por Dedé Mamata
- Atriz coadjuvante: Iara Jamra, por Dedé Mamata
- Cenografia: Chico de Andrade, por A Dama do Cine Shanghai
- Edição: Jair Garcia Duarte, por A Dama do Cine Shanghai
- Figurino: Clóvis Bueno, por Feliz Ano Velho
- Som: Karin Stuckennschmidt, por Feliz Ano Velho
- Roteiro: Vinícius Viana, por Dedé Mamata
- Menção honrosa: Flavia Monteiro, por A Menina do Lado e a Luis Xavier pela música original de Feliz Ano Velho
- Júri popular: Feliz Ano Velho

## 1989
- Realizado entre 11 e 17 de junho de 1989
- Filme: Festa
- Roteiro: Ugo Giorgetti, por Festa
- Diretor: Murilo Salles, por Faca de Dois Gumes
- Ator: Antonio Abujamra e Adriano Stuart, por Festa
- Atriz: Rosamaria Murtinho, por Primeiro de Abril Brasil
- Direção de arte: Clóvis Bueno, por Doida Demais
- Fotografia: José Tadeu Ribeiro, por Faca de Dois Gumes
- Cenografia: Maria Helena Salles, por Faca de Dois Gumes
- Edição de som: Miriam Biedermann e Lisa Payle, por Festa, e Valéria Mauro, por Faca de Dois Gumes
- Figurino: Nazareth Amaral, por Festa
- Ator coadjuvante: Ítalo Rossi, por Doida Demais
- Atriz coadjuvante: Imara Reis, por Jardim de Alah
- Som: Juarez Dagoberto, por Doida Demais
- Montagem: Marília Alves, por Primeiro de Abril, Brasil
- Música original: David Tygel, por Doida Demais
- Júri popular: O Grande Mentecapto

## 1990
- Realizado entre 30 de julho e 4 de agosto de 1990
- Filme: Stelinha
- Diretor: Miguel Faria Jr., por Stelinha
- Ator: Marcos Palmeira, por Barrela
- Atriz: Ester Góes, por Stelinha
- Roteiro: Rubem Fonseca, por Stelinha
- Fotografia: Adrian Cooper, por Beijo 2348/72
- Montagem: Danilo Tadeu, por Beijo 2348/72
- Cenografia: Oscar Ramos, por O Escorpião Escarlate
- Música original: Edgar Duvivier, por Stelinha
- Música adaptada: Julio Medaglia e Gilberto Santeiro, por O Escorpião Escarlate
- Direção de arte: Oscar Ramos, por O Escorpião Escarlate
- Ator coadjuvante: Emiliano Queiroz, por Stelinha
- Atriz coadjuvante: Stella Freitas, por Stelinha
- Som: Bruno Fernandes, por Stelinha
- Edição de som: Valéria Mauro, por Stelinha
- Figurino: Edgar Prieto, por Stelinha

## 1991
- Realizado entre 5 e 10 de agosto de 1991
- Filme: Não Quero Falar sobre Isso agora, de Mauro Farias[2]
- Ator: Hugo Carvana, por Vai Trabalhar, Vagabundo II: a Volta
- Atriz: Eliana Fonseca e Marisa Orth, por Não Quero Falar sobre Isso agora
- Ator coadjuvante: Roberto Bomtempo, por A Maldição do Sanpaku
- Atriz coadjuvante: Ana Beatriz Nogueira, por Matou a Família e Foi ao Cinema
- Diretor: Neville de Almeida, por Matou a Família e Foi ao Cinema
- Roteiro: Mauro Farias e Melanie Dimantas, por Não Quero Falar sobre Isso agora
- Fotografia: Nonato Estrela, por A Maldição do Sanpaku
- Direção de arte: Cristiano Amaral e Rita Ivanissevich, por Vai Trabalhar, Vagabundo II: a Volta
- Som: equipe de Não Quero Falar sobre Isso agora - Juarez Dagoberto (som direto), Amauri Alves e Maurício Farias (edição de som), Roberto Leite (mixagem)
- Montagem: Vera Freire, por A Maldição do Sanpaku
- Música: Sergio Saraceni, por Vai Trabalhar, Vagabundo II: a Volta
- Prêmio do júri popular: Vai Trabalhar, Vagabundo II: a Volta
- Prêmio Oscarito: Walter Hugo Khouri
- Prêmio da crítica: Não Quero Falar sobre Isso agora

## 1992
- Realizado entre 15 e 22 de agosto de 1992
- Filme íbero-americano: Técnicas de duelo: Una cuestión de honor, de Sergio Cabrera  (Colômbia/Cuba)
- Ator: Federico Luppi, por Mi querido Tom Mix
- Atriz: Marisa Paredes, por Tacones lejanos
- Diretor: Pedro Almodóvar, por Tacones lejanos
- Roteiro: David Suárez, por Disparen a matar
- Fotografia: Félix Monti, por El viaje
- Montagem: Sergio Curiel, por Disparen a matar
- Música: Ryuichi Sakamoto, por Tacones lejanos
- Prêmio especial do júri: Conterrâneos Velhos de Guerra, de Vladimir Carvalho
- Menção especial: La frontera, de Ricardo Larraín
- Troféu Oscarito: Anselmo Duarte
- Prêmio da crítica: Técnicas de duelo: Una cuestión de honor

## 1993
- Realizado entre 8 e 15 de agosto de 1993
- Filme: Un lugar en el mundo (Argentina)
- Ator: Darío Grandinetti, por El lado oscuro del corazón
- Atriz: Lumi Cavazos, por Como agua para chocolate
- Ator coadjuvante: Fernando Fernán Gómez, por Belle epoque
- Atriz coadjuvante: Claudette Maillé, por Como agua para chocolate
- Diretor: Eliseo Subiela, por El lado oscuro del corazón
- Roteiro: Rafael Azcona, por Belle epoque
- Fotografia: Livio Delgado, por Le siècle des lumières
- Direção de arte: Miguel Mediavila, por Le siècle des lumières
- Montagem: Catherine Renault, por La crise
- Música: Osvaldo Montes, por El lado oscuro del corazón
- Prêmio especial do júri: Belle epoque, de Fernando Trueba
- Júri popular: Como agua para chocolate, de Alfonso Arau
- Troféu Oscarito: Alberto Ruschel

## 1994
- Realizado entre 7 e 14 de agosto de 1994
- Filme: Fresa y chocolate (Cuba/México/Espanha)
- Ator: Vladimir Cruz e Jorge Perugorría, por Fresa y chocolate
- Atriz: Verónica Oddó, por Golpes a mi puerta
- Ator coadjuvante: Tobie Pelletier, por Le sexe des étoiles
- Atriz coadjuvante: Mirta Ibarra, por Fresa y chocolate
- Diretor: Mario Brenta, por Barnabo delle montagne
- Roteiro: Miguel Littín, por Los náufragos
- Fotografia: Giorgos Arvanitis, por Il sogno della farfalla
- Montagem: Carmen Frías, por Huevos de oro
- Trilha sonora: José Nieto, por Intruso
- Prêmo especial do juri: Mil e Uma, de Susana de Moraes
- Menção especial: La reina de la noche (pela direção de arte)
- Júri popular: Fresa y chocolate, de Tomás Gutiérrez Alea e Juan Carlos Tabío
- Prêmio da crítica: Fresa y chocolate
- Prêmio da crítica - menção especial: Barnabo delle montagne

## 1995
- Realizado entre 12 e 20 de agosto de 1995
- Filme latino: Amnesia, de Gonzalo Justiniano (Chile)
- Filme brasileiro: Felicidade É..., de José Pedro Goulart, Cecílio Neto,José Roberto Torero e Jorge Furtado
- Ator: Pedro Vicuña, por Amnesia
- Atriz: Marie Gillain, por L'appât
- Ator coadjuvante: Angelo Orlando, por Soldato ignoto
- Atriz coadjuvante: Margarita Sanz, por El callejón de los milagros
- Diretor: Jorge Fons, por El callejón de los milagros
- Fotografia: Hans Burman, por Amnesia
- Montagem: Luce Grunenwaldt, por L'appât
- Música: Mário Manga, por No Rio das Amazonas
- Melhor música de curta-metragem: Ricardo Severo, por Deus Ex-machina
- Prêmio especial do júri: Patrón, de Jorge Rocca
- Júri popular: Felicidade É...
- Troféu Oscarito: Carlos Manga
- Prêmio da crítica: El callejón de los milagros

## 1996
- Realizado entre 9 e 17 de agosto de 1996
- Filme latino: Guantanamera (Cuba)
- Filme brasileiro: Quem Matou Pixote?
- Ator - longa latino: Carlos Cruz, por Guantanamera'
- Ator - longa brasileiro: Chico Díaz, por Corisco & Dadá, e Cassiano Carneiro, por Quem Matou Pixote?'
- Atriz - longa latino: Ana Torrent, por Tesis
- Atriz - longa brasileiro: Luciana Rigueira, por Quem Matou Pixote?
- Diretor - longa latino: Gabriel Retes, por Bienvenido-Welcome
- Diretor - longa brasileiro: Murilo Salles, por Como Nascem os Anjos
- Roteiro - longa latino: Gabriel Retes, por Bienvenido-Welcome
- Roteiro - longa brasileiro: Paulo Halm, José Joffily e Jorge Durán, porQuem Matou Pixote?
- Fotografia - longa latino: Affonso Beato, por Cinco Dias, Cinco Noites
- Fotografia - longa brasileiro: César Charlone, por Como Nascem os Anjos, e Nonato Estrela, por Quem Matou Pixote?
- Montagem - longa latino: José Ramón Novoa, por Sicario
- Montagem - longa brasileiro: Vicente Kubrusly e Isabelle Rathery, por Como Nascem os Anjos
- Música - longa latino: António Pinho Vargas, por Cinco Dias, Cinco Noites
- Música - longa brasileiro: Victor Biglione, por Como Nascem os Anjos, e David Tygel e Mauricio Maestro, por Quem Matou Pixote?
- Curta-metragem: Enigma de um Dia, de Joel Pizzini
- Prêmio especial do júri (competição brasileira): Sílvio Guindane e Priscila Assum, por Como Nascem os Anjos
- Prêmio especial do júri (competição latina): José Ramón Novoa, por Sicario
- Júri popular: Quem Matou Pixote?
- Troféu Oscarito: Cinédia, representada por Alice Gonzaga
- Prêmio da crítica: Como Nascem os Anjos (competição brasileira) e Guantanamera (competição latina)

## 1997
- Realizado entre 8 e 16 de agosto de 1997
- Filme latino: O Testamento do Senhor Nepomuceno, (Brasil/Portugal/Cabo Verde)
- Filme brasileiro: For All - O Trampolim da Vitória
- Ator - longa latino: José Luis Ruiz Barahona, por Bajo la piel, e Nelson Xavier, por O Testamento do Senhor Napumoceno
- Ator - longa brasileiro: Cláudio Marzo, por O Homem Nu
- Atriz - longa latino: Margarita Rosa de Francisco, por Ilona llega con la lluvia
- Atriz - longa brasileiro: Eliane Giardini, por O Amor Está no Ar
- Diretor - longa latino: Mario Levin, por Sotto voce
- Diretor - longa brasileiro: Beto Brant, por Os Matadores
- Roteiro - longa latino: Mário Prata, por O Testamento do Senhor Napumoceno
- Roteiro - longa brasileiro: Luiz Carlos Lacerda, Buza Ferraz e Joaquim Assis, por For All - O Trampolim da Vitória
- Fotografia - longa latino: Giovanni Mammolotti, por Ilona llega con la lluvia
- Fotografia - longa brasileiro: Marcelo Durst, por Os Matadores
- Direção de arte - longa latino: Erick Grass, por Pon tu pensamiento en mí
- Direção de arte - longa brasileiro: Alexandre Meyer, por For All - O Trampolim da Vitória
- Montagem - longa latino: José Buil, por La línea paterna
- Montagem - longa brasileiro: Willem Dias, por Os Matadores
- Música original - longa latino: Ulises Hernández, por Pon tu pensamiento en mí
- Música original - longa brasileiro: David Tygel, por For All - O Trampolim da Vitória
- Prêmio especial do júri (competição latina): Yo soy, del Son a la Salsa, de Rigoberto López
- Prêmio especial do júri (competição brasileira): Bocage - O Triunfo do Amor, de Djalma Limongi Batista, e Caio Junqueira, por Buena Sorte e por For All - O Trampolim da Vitória
- Júri popular: For All - O Trampolim da Vitória
- Troféu Oscarito: José Lewgoy
- Prêmio da crítica: Os Matadores (competição brasileira) e Bajo la piel (competição latina)
- Prêmio UNESCO especial: Territorio Comanche, de Gerardo Herrero
- Prêmio UNESCO especial - menção espacial: La línea paterna, de José Buil e Marisa Sistach

## 1998
- Realizado entre 8 e 16 de agosto de 1998
- Filme: Pizza, birra, faso (Argentina)
- Diretor: Bruno Stagnaro e Israel Caetano, por Pizza, birra, faso
- Ator: Ricardo Couto, por Otario
- Atriz: Maria Izquierdo e Elsa Toblete, por Historias de fútbol
- Roteiro: Bruno Stagnaro e Israel Caetano, por Pizza, birra, faso
- Montagem: Mirita Lores, por Tropicanita
- Fotografia: Elso Roque, por O Rio do Ouro
- Música: Edelsio Alejandro, por Tropicanita
- Cenografia: Inés Olmedo, por Otario
- Figurino: Francisco Zorrilla, por Otario
- Ator coadjuvante: Mario Lozano, por O Toque do Oboé
- Atriz coadjuvante: Beatriz Valdez, por La voz del corazón
- Prêmio especial do júri: Amores, de Domingos de Oliveira
- Troféu Oscarito: Nelson Pereira dos Santos

## 1999
- Realizado entre 9 e 14 de agosto de 1999:[3]
- Filme: À Sombra dos Abutres (Portugal)
- Diretor: Julio Médem, por Os Amantes do Círculo Polar
- Ator: Diogo Infante, por À Sombra dos Abutres
- Atriz: Denise Fraga, por Por Trás do Pano
- Atriz: Vera Zimmerman, por Ela Perdoa (curta)
- Roteiro: Julio Médem, por Os Amantes do Círculo Polar
- Montagem: Marcelo Masagão, por Nós que Aqui Estamos por Vós Esperamos
- Fotografia: Acácio de Almeida, por À Sombra dos Abutres
- Direção de arte: Santiago Elder, por Diario para um cuento
- Música: Alberto Iglesias, por Os Amantes do Círculo Polar
- Prêmio especial do júri: Santo Forte, de Eduardo Coutinho
- Prêmio da crítica: Os Amantes do Círculo Polar
- Prêmio Prawer/APTC:  Nelson Diniz, por Até, O Velho do Saco e Um Estrangeiro em Porto Alegre
- Prêmio especial do júri - longa brasileiro: Por Trás do Pano, de Luiz Villaça
- Prêmio especial do júri - longa estrangeiro: Os Amantes do Círculo Polar
- Troféu Oscarito: Lucy Barreto e Luiz Carlos Barreto

## 2000
- Realizado entre 7 e 12 de agosto de 2000:[4]
- Filme: Pantaleón y las visitadoras (Peru)
- Diretor: Francisco Lombardi, por Pantaleón y las visitadoras
- Ator: Salvador del Solar, por Pantaleón y las visitadoras
- Atriz: Daisy Granado, por Las profecias de Amanda, e Maria Zilda Bethlem, por Eu Não Conhecia Tururu
- Ator coadjuvante: Ulisses Dumont, por El mismo amor, la misma lluvia
- Atriz coadjuvante: Lídia Mattos, por Eu Não Conhecia Tururu
- Roteiro: Giovana Polarolo e Henrique Moncloa, por Pantaleón y las visitadoras
- Montagem: Danielli Fillios, por Pantaleón y las visitadoras
- Fotografia: Marcelo Durst, por Estorvo
- Direção de arte: Salvador Parra e Eugene Caballero, por Santitos
- Prêmio do júri popular - longa brasileiro: Quase Nada, de Sérgio Rezende
- Prêmio do júri popular - longa latino: Pantaleón y las visitadoras
- Música: Egberto Gismonti, por Estorvo
- Prêmio da crítica: Pantaleón y las visitadoras
- Troféu Oscarito: Paulo José
- Troféu Prawer/APTC: Marcos Breda, por Sargento Garcia e Dois Filmes em Uma Noite

## 2001
- Realizado entre 6 e 11 de agosto de 2001
- Filme latino: Um amor de Borges, de Javier Torre
- Filme brasileiro: Memórias Póstumas
- Ator - longa latino: Jean Pierre Noher, por Um amor de Borges
- Ator - longa brasileiro: Tony Ramos, por Bufo & Spallanzani
- Atriz: Isabel Guéron, por Bufo & Spallanzani
- Ator coadjuvante: Juca de Oliveira, por Bufo & Spallanzani
- Atriz coadjuvante: Sônia Braga, por Memórias Póstumas
- Direto: André Klotzel, por Memórias Póstumas
- Roteiro: André Klotzel, por Memórias Póstumas
- Fotografia : Jacques Cheuiche, por Urbania
- Direção de arte: Gualter Pupo Filho, por Bufo & Spallanzani
- Montagem: Lígia Walper, por Netto Perde Sua Alma
- Trilha sonora: Celau Moreira, por Netto Perde Sua Alma
- Prêmio especial do júri: Tabajara Ruas e Beto Souza, por Netto Perde Sua Alma
- Prêmio do júri popular: Netto Perde Sua Alma
- Troféu Oscarito: Hugo Carvana
- Prêmio da crítica: Memórias Póstumas

## 2002
- Realizado entre 12 e 17 de agosto de 2002
- Filme latino: La perdición de los hombres (México/Espanha)
- Filme brasileiro: Durval Discos
- Ator - longa latino: Alejandro Trejo, por Taxi para tres
- Ator - longa brasileiro: Alexandre Moreno, por Uma Onda no Ar
- Atriz - longa latino: Norma Aleandro, por El hijo de la novia
- Atriz - longa brasileiro: Priscilla Rozenbaum, por Separações
- Ator coadjuvante - longa brasileiro: Emílio de Melo, por Querido Estranho
- Atriz coadjuvante - longa brasileiro: Suzana Saldanha, por Separações
- Diretor - longa latino: Arturo Ripstein, por La perdición de los hombres
- Diretor - longa brasileiro: Anna Muylaert, por Durval Discos
- Roteiro: Anna Muylaert, por Durval Discos
- Fotografia: Jacob Solitrenick, por Durval Discos
- Direção de arte: Ana Mara Abreu, por Durval Discos
- Montagem: Eduardo Escorel, por 2 Perdidos numa Noite Suja
- Trilha sonora: David Tygel, por 2 Perdidos numa Noite Suja
- Prêmio especial do júri: Uma Onda No Ar, de Helvécio Ratton
- Prêmio do júri popular - longa brasileiro: Durval Discos
- Prêmio do júri popular - longa latino: El hijo de la novia, de Juan José Campanella
- Prêmio da critica - longa brasileiro: Durval Discos
- Prêmio da crítica - longa latino: El hijo de la novia
- Troféu Oscarito: Marieta Severo
- Troféu Eduardo Abelin: Roberto Farias

## 2003
- Realizado entre 18 e 23 de agosto de 2003:[5]

Cinema latino
- Filme: Los lunes al sol (Espanha)
- Ator: Javier Bardem, por Los lunes al sol (Espanha)
- Atriz: Mercedes SamPietro , por Lugares comunes (Argentina)
- Prêmio da crítica: Los lunes al sol (Espanha)
- Prêmio do júri popular: Corazon de fuego (Uruguai)
- Melhor diretor: Fernando Leon de Aranoa, por Los lunes al sol (Espanha)
- Prêmio especial do júri: Corazon de fuego (Uruguai)

Cinema brasileiro
- Filme: De Passagem
- Diretor: Ricardo Elias, por De Passagem
- Ator coadjuvante: Fábio Nepô, por De Passagem
- Atriz coadjuvante: Dira Paes, por Noite de São João
- Ator: Marcelo Serrado,  por Noite de São João
- Atriz: Maria Fernanda Cândido, por Dom
- Roteiro: Cláudio Yosida e Ricardo Elias, por De Passagem
- Montagem: Paulo Morelli, por O Preço da Paz
- Fotografia: Rodolfo Sanchez, por Noite de São João
- Música: Ayres Potthoff, por Noite de São João
- Direção de arte: Daniel Marques, por O Preço da Paz
- Prêmio especial do júri: Apolônio Brasil, Campeão da Alegria
- Prêmio da crítica: De Passagem
- Prêmio do júri popular: O Preço da Paz

Documentários de longa-metragem brasileiros
- Filme: A Margem da Imagem, de Evaldo Mocarzel
- Prêmio especial do júri: O Risco, Lucio Costa e a Utopia Moderna, de Geraldo Motta Filho, pela pesquisa e a recuperação de imagens de um dos maiores personagens da cultura brasileira
- Prêmio da crítica: O Prisioneiro da Grade de Ferro

Curtas brasileiros
- Filme: Carolina, de Jéferson De
- Diretor: Cleiton Stringuini e Paulo de Tarso Mendonça, por No Bar
- Ator: Valdo Nóbrega, por O Resto É Silêncio
- Atriz: Patrícia de Dina Bernardelli, por Jonas
- Roteiro: Paulo Halm, por O Resto é Silêncio
- Montagem: Estevan Santos, por Amor Só de Mãe
- Fotografia: Carlos Ebert, por Carolina
- Música: Four Nazo & Flu, por Amor Só de Mãe
- Direção de arte: Guga Feijó e Luciane Nicolino, por Jonas
- Prêmio especial do júri: Terminal, de Léo Cadaval, pela concepção gráfica
- Prêmio da crítica: Carolina
- Prêmio do júri popular: No Bar

Outros
- Troféu Oscarito: Milton Gonçalves
- Troféu Eduardo Abelin: Carlos Diegues

## 2004
- Realizado entre 16 e 21 de agosto de 2004:[6]

Filmes de longa-metragem brasileiros
- Filme: Vida de Menina
- Diretor: Joel Zito Araújo, por Filhas do Vento
- Ator: Milton Gonçalves, por Filhas do Vento
- Atriz: Léa Garcia e Ruth de Souza, por Filhas do Vento
- Ator coadjuvante: Rocco Pitanga, por Filhas do Vento
- Atriz coadjuvante: Thalma de Freitas e Taís Araújo, por Filhas do Vento
- Roteiro: Elena Soarez e Helena Solberg, por Vida de Menina
- Montagem: Luelane Loiola, por O Quinze
- Fotografia: Pedro Farkas, por Vida de Menina
- Trilha sonora: Wagner Tiso, por Vida de Menina
- Direção de arte: Beto Mainieri, por Vida de Menina
- Prêmio especial do júri: Araguaya - Conspiração do Silêncio
- Prêmio da crítica: Filhas do Vento
- Prêmio do júri popular: Vida de Menina

Filmes de longa-metragem latinos
- Filme: Whisky, de Juan Pablo Rabello e Pablo Stoll
- Diretor: Javier Torre, por Vereda tropical
- Ator: Fabio Aste, por Vereda Tropical
- Atriz: Mirella Pascual, por Whisky
- Prêmio da crítica: Suite Habana
- Prêmio do júri popular: Whisky
- Prêmio especial do júri: Suite Habana

Filme de longa-metragem documentário
- Filme: O Cárcere e a Rua
- Prêmio especial do júri (não houve)

Filmes de curta-metragem brasileiros
- Filme: Noite de Sol
- Diretor: Marcela Arantes por Noite de Sol
- Ator: Luciano Chirolli, por Ato II Cena 5
- Atriz: Gabriela Rosas, por Noite de Sol
- Roteiro: Marcelo Arantes e Poliana Moura, por Noite de Sol
- Prêmio do júri popular: Momento Trágico de Cibele Amaral
- Prêmio da crítica: Heliorama, de Ivan Cardoso

Outros
- Troféu Oscarito: Lima Duarte
- Troféu Eduardo Abelin: Tizuka Yamasaki

## 2005
- Realizado entre 15 e 20 de agosto de 2005:[7]

Mostra de filmes brasileiros de ficção
- Filme: Gaijin – Ama-me como Sou
- Filme – júri popular: Diário de um Novo Mundo
- Diretor: Tizuka Yamasaki, por Gaijin – Ama-me como Sou
- Prêmio especial do júri: Cafundó
- Ator: Lázaro Ramos, por Cafundó
- Atriz: Priscilla Rozenbaum, por Carreiras
- Ator coadjuvante: Miguel Ramos, por O Cerro do Jarau
- Atriz coadjuvante: Aya Ono, por Gaijin – Ama-me como Sou
- Roteiro: Pedro Zimmermann, por Diário de um Novo Mundo
- Direção de arte: Vera Hamburger, por Cafundó
- Música: Egberto Gismonti, por Gaijin – Ama-me Como Sou
- Fotografia: José Roberto Eliezer, por Cafundó
- Montagem: Giba Assis Brasil, por Sal de Prata

Mostra de documentários
- Filme: Soy Cuba – O Mamute Siberiano
- Filme – júri popular: Doutores da Alegria
- Prêmio especial do júri: Doutores da Alegria e Do Luto à Luta
- Prêmio da crítica: Soy Cuba – O Mamute Siberiano

Mostra de filmes latinos
- Filme: Un mundo menos peor
- Diretor: Alejandro Agresti, por Un mundo menos peor
- Prêmio especial do júri: Um dia sem mexicanos
- Ator: Roque Barrero, por Punto y raya
- Atriz: Julieta Cardinale, por Un mundo menos peor
- Prêmio da crítica: Punto y raya

Mostra de curta-metragens em 35 mm
- Filme: Entre Paredes
- Filme – júri popular: Eu Te Darei o Céu
- Diretor: Eric Laurence, por Entre Paredes
- Prêmio especial do júri: Visita Íntima
- Ator: André Gonçalves, por Eu Te Darei o Céu
- Atriz: Nani de Lima, por Eu Te Darei o Céu
- Roteiro: Eu Te Darei o Céu
- Direção de arte: Maíra Coelho por Os Olhos do Pianista
- Música: Entre Paredes
- Fotografia: Desejo
- Montagem: Entre Paredes
- Prêmio Canal Brasil: Balaio e Entre Paredes
- Prêmio da crítica: Entre Paredes

Outros
- Troféu Oscarito: Glória Menezes e Tarcísio Meira
- Troféu Eduardo Abelin: Hector Babenco

## 2006
- Realizado de 14 a 19 de agosto de 2006:[8]
- Filme latino: El violin
- Filme brasileiro: Serras da Desordem e Anjos do Sol
- Ator - longa latino: Ángel Tavira, por El violin
- Ator - longa brasileiro: Antonio Calloni, por Anjos do Sol
- Atriz - longa latino: Eva Bianco, María Onetto, María Pessacq e Mara Santucho, por Cuatro mujeres descalzas
- Atriz - longa brasileiro: Mel Lisboa, por Sonhos e Desejos
- Atriz coadjuvante: Mary Sheila, por Anjos do Sol
- Ator coadjuvante: Otávio Augusto, por Anjos do Sol
- Diretor - longa latino: Ignacio Ortiz, por Mezcal
- Roteiro - longa latino: Francisco Vargas, por El violin
- Roteiro - longa brasileiro: Rudi Lagemann, por Anjos do Sol
- Fotografia - longa brasileiro: Aloysio Raulino, Alziro Barbosa e Fernando Coster, por Serras da desordem
- Direção de arte - longa brasileiro: Oswaldo Lioi, por Sonhos e Desejos
- Montagem - longa brasileiro: Leo Alves, Felipe Lacerda e Rudi Lagemann, por Anjos do Sol
- Trilha sonora: Dado Villa-Lobos, por Pro Dia Nascer Feliz
- Prêmio especial do júri: João Jardim, por Pro Dia Nascer Feliz
- Prêmio do júri popular: El violin (competição latina) e Pro Dia Nascer Feliz (competição brasileira)
- Troféu Oscarito: Antônio Fagundes
- Prêmio da crítica: Pro Dia Nascer Feliz

## 2007
- Realizado de 12 a 18 de agosto de 2007:[9]
- Filme latino: Nacido y criado
- Filme brasileiro: Castelar e Nelson Dantas no País dos Generais
- Filme de curta-metragem: Alphaville 2007 d.C.
- Diretor - longa brasileiro: Paulo Caldas, por Deserto Feliz
- Diretor - longa latino: Pablo Trapero, por Nacido y criado
- Diretor de curta-metragem: Esmir Filho, por Saliva
- Ator - longa brasileiro: Gustavo Machado, por Olho de Boi
- Ator - longa latino: César Troncoso, por El baño del Papa
- Atriz - longa brasileiro: Ingra Liberato, por Valsa para Bruno Stein
- Atriz - longa latino: Virginia Méndez, por El baño del Papa
- Roteiro - longa brasileiro: Marcos Cesana, por Olho de Boi
- Roteiro - longa latino: Enrique Fernandez e César Chalone, por El baño del Papa
- Roteiro de curta-metragem: Paulinho Caruso, por Alphaville 2007 d.C.
- Fotografia - longa brasileiro: Paulo Jacinto dos Reis, por Deserto Feliz
- Fotografia - longa latino: Guillermo Nieto, por Nacido y criado
- Prêmio especial do júri - longa brasileiro: Condor, de Roberto Mader
- Prêmio especial do júri - longa latino: Cobrador: In God We Trust, de Paul Leduc
- Prêmio qualidade artística: Condor, de Victor Biglione
- Diretor de arte: Moacyr Gramacho, por Deserto Feliz
- Música: Erasto Vasconcelos e Fábio Trummer, por Deserto Feliz
- Montagem: Carlos Prates, por Castelar e Nelson Dantas no País dos Generais
- Prêmio da crítica - longa brasileiro: Deserto Feliz
- Prêmio da crítica - longa latino: El baño del Papa
- Prêmio do júri popular - longa brasileiro: Deserto Feliz
- Prêmio do júri popular - longa latino: El baño del Papa
- Prêmio Canal Brasil (curta-metragem): Perto de Qualquer Lugar, de Mariana Bastos
- Troféu Oscarito: Zezé Motta

## 2008
Realizado entre 10 e 16 de agosto de 2008:
Longa-metragem brasileiro
- Filme: Nome Próprio, de Murilo Salles
- Diretor: Domingos de Oliveira, por Juventude
- Ator: Daniel de Oliveira, por A Festa da Menina Morta
- Atriz: Leandra Leal, por Nome próprio
- Roteiro: Domingos de Oliveira, por Juventude
- Fotografia: Lula Carvalho, por A Festa da Menina Morta
- Prêmio especial do júri: A Festa da Menina Morta, de Matheus Nachtergaele
- Prêmio de qualidade artística: para os atores Aderbal Freire Filho, Domingos Oliveira e Paulo José, pelo filme Juventude
- Diretor de arte: Pedro Paulo de Souza, por Nome próprio
- Música: Matheus Nachtergale, por A Festa da Menina Morta
- Montagem: Natara Ney, por Juventude
- Prêmio da crítica: A Festa da Menina Morta
- Melhor filme do júri popular: A Festa da Menina Morta

Longa-metragem estrangeiro
- Filme: Cochochi, de Israel Cardenas e Laura Guzman
- Diretor: Carlos Moreno, por Perro come perro
- Ator: Marlon Moreno e Oscar Borda, por Perro come perro
- Atriz: Ana Carabajal, por Por sus propios ojos
- Roteiro: Liliana Paolinelli, por Por sus propios ojos
- Fotografia: Juan Carlos Gil, por Perro come perro
- Prêmio especial do júri: Por sus propios ojos
- Prêmio de qualidade artística: Cochochi
- Excelência de linguagem técnica: Cochochi
- Prêmio da crítica: Perro come perro
- Melhor filme do júri popular: Por sus propios ojos

Curta-metragem
- Filme: Areia, de Caetano Gotardo
- Diretor: Jaime Lerner, por Subsolo
- Ator: Augusto Madeira, por Blackout e Noite de Domingo
- Atriz: Malu Galli, por Areia
- Roteiro: Cesar Cabral e Leandro Maciel, por Dossiê Rê Bordosa
- Fotografia: Heloisa Passos, por Areia
- Prêmio especial do júri: Booker Pittman, de Rodrigo Grota
- Diretor de arte: José de Aguiar, por Booker Pittman
- Música: Booker Pittman, por Booker Pittman
- Montagem: Cesar Cabral e Leandro Maciel, por Dossiê Rê Bordosa
- Prêmio da crítica: Booker Pittman

Mostra gaúcha
- Filme: Um Dia como Hoje, de Eduardo Wannmacher
- Direção: Diego Muller, por Cortejo Negro
- Roteiro: Eduardo Wannmacher, por Um Dia como Hoje
- Fotografia: Fernando Vanelli, por Cortejo Negro
- Direção de arte: Rita Faustini, por Os Sete Trouxas
- Música: Fausto Prado, por Subsolo
- Montagem: Fábio Lobanowsky, por Um Dia como Hoje
- Edição de som: Cristiano Scherer, por Rosário dos Navegantes
- Produtor/produtor executivo: Pablo Muller, por Cortejo Negro
- Ator: Júlio Andrade, por Um Dia como Hoje
- Atriz: Carolina Sudat, por Um Dia como Hoje

Outros
- Kikito especial: Renato Aragão
- Troféu Oscarito: Walmor Chagas
- Troféu Eduardo Abelin: Júlio Bressane

## 2009
- Realizado entre 9 e 15 de agosto de 2009:[11]

Longa-metragem brasileiro
- Filme: Corumbiara
- Diretor:
  - Vincent Carelli, por Corumbiara
  - Paulo Nascimento, por Em Teu Nome
- Ator: Leonardo Machado, por Em Teu Nome
- Atriz: Vivianne Pasmanter, por Quase um Tango...
- Roteiro: Sérgio Silva, por Quase um Tango...
- Fotografia: Kátia Coelho, por Corpos Celestes
- Prêmio especial do júri: Em Teu Nome

Longa-metragem estrangeiro
- Filme: La teta asustada (Espanha/Peru)
- Diretor: Claudia Llosa, por La teta asustada
- Ator:
  - Horácio Camandule, por Gigante
  - Matias Maldonado, por Nochebuena
- Atriz: Magaly Solier, por La teta asustada
- Roteiro: Adrián Biniez, por Gigante
- Fotografia: Guillermo Nieto, por Lluvia
- Prêmio especial do júri: La próxima estación, de Fernando Solanas

Curta-metragem
- Prêmio especial do júri: Olhos de Ressaca, de Petra Costa
- Melhor curta pelo júri popular: Olhos de Ressaca

Outros
- Kikito especial: Xuxa Meneghel e Dira Paes
- Kikito de Cristal: Ruy Guerra
- Troféu Oscarito: Reginaldo Faria
- Troféu Eduardo Abelin: Walter Lima Jr.

## 2010
Longa-metragem nacional
- Melhor filme: Bróder, de Jeferson De
- Prêmio especial do júri: O Último Romance de Balzac, de Geraldo Sarno
- Melhor diretor: Jeferson De, por Bróder
- Melhor ator: Caio Blat, por Bróder
- Melhor atriz: Simone Spoladore, por Não se pode viver sem amor
- Melhor roteiro: Dani Patarra e Jorge Durán, por Não se pode viver sem amor
- Melhor fotografia: Luis Abramo, por Não se pode viver sem amor

Longa-metragem estrangeiro
- Melhor filme: Mi Vida com Carlos, de Germán Berger-Hertz
- Prêmio especial do júri: La Yuma, por Florence Jaugey
- Melhor diretor: Nicolas Pereda, por Perpetuum Mobile
- Melhor ator: Gabino Rodriguez, por Perpetuum mobile e Martin Piroyansky, por La Vieja de Atrás
- Melhor atriz: Alma Blanco, por La yuma
- Melhor roteiro: Pablo Meza, por La vieja de atrás
- Melhor fotografia: Miguel Littin, por Mi vida com Carlos

Curta-metragem
- Melhor filme: Carreto, de Cláudio Marques e Marilia Hughes
- Melhor direção: Rodrigo Grota, por Haruo Ohara
- Prêmio especial do júri: Os anjos do meio da praça, de Alê Camargo e Camila Carrossine
- Melhor ator: Flávio Bauraqui, por Ninjas
- Melhor atriz: Elisa Volpatto, por Um animal menor
- Melhor roteiro: Cláudio Marques e Marilia Hughes, por Carreto
- Melhor fotografia: Carlos Ebert, por Haruo Ohara

Prêmio da crítica
- Melhor longa-metragem nacional: Diário de uma Busca, de Flávia Castro
- Melhor longa-metragem latino: El Vuelco de Cangrejo, de Oscar Ruiz Navia
- Melhor curta-metragem nacional: Babás, de Consuelo Lins

Prêmio aquisição do Canal Brasil (curta-metragem)
- Haruo Ohara, de Rodrigo Grota

Júri Popular
- Melhor filme nacional: 180º, de Eduardo Vaisman
- Melhor filme estrangeiro: Mi vida con Carlos, de Germán Berger-Hertz
- Melhor curta-metragem: Ratão, de Santiago Dellape

Troféu Cidade de Gramado - longa-metragem
- Melhor filme: Diário de uma busca, de Flávia Castro
- Melhor filme nacional: Terra Deu, Terra Come, de Rodrigo Siqueira
- Melhor montagem: Quito Ribeiro e Jeferson De, por Bróder
- Melhor trilha musical: João Marcelo Bôscoli e Jeferson De, por Bróder, e John Ulhoa, Wilson Suroski, Rubens Jacobina e Diamantino Feijó Diamondog[13], por Ponto org
- Melhor direção de arte: Ana Dominoni, por O último romance de Balzac
- Melhor filme estrangeiro: El vuelco de cangrejo, de Oscar Ruiz Navilla

Troféu Cidade de Gramado - curta-metragem
- Melhor filme: Haruo Ohara, de Rodrigo Grota
- Melhor direção de arte: Vicente Saldanha, por Amigos bizarros de Ricardinho
- Melhor montagem: Paulo Sacramento, por Ninjas
- Melhor trilha musical: Amigos bizarros de Ricardinho

## 2014
Longa-metragem brasileiro
- Melhor desenho de som: Branco Neskov, por A Estrada 47
- Melhor atriz coadjuvante: Andrea Buzato, por Os Senhores da Guerra
- Melhor ator coadjuvante: Paulo Betti, por Infância
- Melhor trilha musical: Alceu Valença, por A Luneta do Tempo
- Melhor direção de arte: Moacyr Gramacho, por A Luneta do Tempo
- Melhor montagem: Tina Saphira, por Infância
- Melhor fotografia: Eduardo Makino, por A Despedida
- Melhor roteiro: Domingos Oliveira, por Infância
- Melhor atriz: Juliana Paes, por A Despedida
- Melhor ator: Nelson Xavier, por A Despedida
- Prêmio especial do júri (1): Os Senhores da Guerra, de Tabajara Ruas
- Prêmio especial do júri (2): Fernanda Montenegro, por Infância
- Melhor filme pelo Júri Popular: O Segredo dos Diamantes, de Helvécio Ratton
- Melhor diretor: Marcelo Galvão, por A Despedida
- Melhor filme: Estrada 47, de Vicente Ferraz

Longa-metragem latino
- Melhor fotografia: Arnaldo Rodriguez, por Las Analfabetas
- Melhor roteiro: Manuel Nieto, por El Lugar Del Hijo
- Melhor atriz: Paulina Garcia e Valentina Muhr, por Las Analfabetas
- Melhor ator: Felipe Dieste, por El Lugar Del Hijo
- Melhor filme pelo Júri Popular: Esclavo de Dios, de Joel Novoa
- Melhor diretor: Moisés Sepúlveda, por Las Analfabetas
- Melhor filme: El Lugar Del Hijo, de Manuel Nieto

Curta-metragem
- Desenho de som: Guga Rocha, por História Natural
- Trilha musical: Sem Título #1: Dance of Leitfossil
- Direção de arte: Caio Ryuichi Yossimi, por O Coração do Príncipe
- Montagem: Carlos Adriano, por Sem Título #1: Dance of Leitfossil
- Fotografia: Giovanna Pezzo, por La Llamada
- Roteiro: Caio Ryuichi Yossimi, por O Coração do Príncipe
- Atriz: Rafaela Souza, por Carranca
- Ator: Guilherme Silva, por Carranca
- Prêmio especial do júri: O Clube, Allan Ribeiro
- Melhor filme pelo Júri Popular: A Pequena Vendedora de Fósforos, de Kyoko Yamashita
- Melhor diretor: Gustavo Vinagre, por La Llamada
- Melhor filme: Se Essa Lua Fosse Minha, de Larissa Lewandowski
- Prêmio Canal Brasil: A Pequena Vendedora de Fósforos, de Kyoko Yamashita
- Prêmio Dom Quixote: Las Analfabetas, de Moisés Sepúlveda

Júri da Crítica
- Melhor curta: La Llamada, de Gustavo Vinagre
- Melhor longa latino: El Crítico, de Hernán Guerschuny
- Melhor longa brasileiro: Sinfonia da Necrópole, de Juliana Rojas

## 2017
Longa-metragem brasileiro
- Melhor Filme: “Como Nossos Pais”, de Laís Bodanzky
- Melhor Direção: Laís Bodanzky, por “Como Nossos Pais”
- Melhor Atriz: Maria Ribeiro, por “Como Nossos Pais”
- Melhor Ator: Paulo Vilhena, por “Como Nossos Pais”
- Melhor Atriz Coadjuvante: Clarisse Abujamra, por “Como Nossos Pais”
- Melhor Ator Coadjuvante: Marco Ricca, por “As Duas Irenes”
- Melhor Roteiro: Fabio Meira, por “As Duas Irenes”
- Melhor Fotografia: Fabrício Tadeu, por “O Matador”
- Melhor Montagem: Rodrigo Menecucci, por “Como Nossos Pais”
- Melhor Trilha Musical: Ed Côrtes, por “O Matador”
- Melhor Direção de Arte: Fernanda Carlucci, por “As Duas Irenes”
- Melhor Desenho de Som: Augusto Stern e Fernando Efron, por “Bio”
- Melhor Filme - Júri Popular: “Bio”, de Carlos Gerbase
- Melhor Filme - Júri da Crítica: “As Duas Irenes”, de Fabio Meira
- Prêmio Especial do Júri: Carlos Gerbase, pela direção dos 39 atores e atrizes em “Bio”
- Prêmio Especial do Júri – Troféu Cidade de Gramado: Paulo Betti e Eliane Giardini, pela contribuição à arte dramática no teatro, televisão e cinema brasileiros

Longa-metragem extrangeiro
- Melhor Filme: “Sinfonia Para Ana”, de Virna Molina e Ernesto Ardito
- Melhor Direção: Federico Godfrid, por “Pinamar”
- Melhor Atriz: Katerina D’Onofrio, por “La Ultima Tarde”
- Melhor Ator: Juan Grandinetti e Agustín Pardella, por “Pinamar”
- Melhor Roteiro: Joel Calero, por “La Ultima Tarde”
- Melhor Fotografia: Fernando Molina, por “Sinfonia Para Ana”
- Melhor Filme - Júri Popular: “Mirando al Cielo”, de Guzman García
- Melhor Filme - Júri da Crítica: “Pinamar”, de Federico Godfrid
- Prêmio Especial do Júri: “Los Niños”, de Maite Alberdi

Curta-metragem brasileiro
- Melhor Filme: “A Gis”, de Thiago Carvalhaes
- Melhor Direção: Calí dos Anjos, por “Tailor”
- Melhor Atriz: Sofia Brandão, por “O Espírito do Bosque”
- Melhor Ator: Nando Cunha, por “Telentrega”
- Melhor Roteiro: Carolina Markowicz, por “Postergados”
- Melhor Fotografia: Pedro Rocha, por “Telentrega”
- Melhor Montagem: Beatriz Pomar, por “A Gis”
- Melhor Trilha Musical: Dênio de Paula, por “O Violeiro Fantasma”
- Melhor Direção de Arte: Wesley Rodrigues, por “O Violeiro Fantasma”
- Melhor Desenho de Som: Fernando Henna e Daniel Turini, por “Caminho dos Gigantes”
- Melhor Filme - Júri Popular: “A Gis”, de Thiago Carvalhaes
- Melhor Filme - Júri da Crítica: “O Quebra-Cabeça de Sara”, de Allan Ribeiro
- Prêmio Canada 150 de Jovens Cineastas: Calí dos Anjos (“Tailor”)
- Prêmio Canal Brasil de Curtas: “O Quebra-Cabeça de Sara”, de Allan Ribeiro
- Prêmio Especial do Júri: “Cabelo Bom”, de Swahili Vidal e Claudia Alves

## 2018
Curta-metragem brasileiro
- Melhor Desenho de Som: Fábio Carneiro Leão, por Aquarela
- Melhor Trilha Musical: Manoel do Norte, por A Retirada Para Um Coração Bruto
- Melhor Direção de Arte: Pedro Franz e Rafael Coutinho, por Torre
- Melhor Montagem: Thiago Kistenmacker, por Aquarela
- Melhor Fotografia: Beto Martins, por Nova Iorque
- Melhor Roteiro: Marco Antônio Pereira, por A Retirada Para Um Coração Bruto
- Melhor Ator: Manoel do Norte, por A Retirada Para Um Coração Bruto
- Melhor Atriz: Maria Tugira Cardoso, por Catadora de Gente
- Prêmio Especial do Júri: Estamos todos aqui, de Chico Santos e Rafael Mellim
- Prêmio Canal Brasil de Curtas: Nova Iorque, de Leo Tabosa
- Melhor Filme do Júri Popular: Torre, de Nádia Mangolini
- Melhor Filme do Júri da Crítica: Torre, de Nádia Mangolini
- Melhor Direção: Fábio Rodrigo, por Kairo
- Melhor Filme: Guaxuma, de Nara Normande

Longas estrangeiros
- Melhor Fotografia: Nelson Waisntein, por Averno
- Melhor Roteiro: Marcelo Martinessi, por Las Herederas
- Melhor Ator: Nestor Guzzini, por Mi Mundial
- Melhor Atriz: Ana Brum, Margarita Irun e Ana Ivanova, por Las Herederas

Prêmio Especial do Júri: Averno, de Marcos Loayza
- Melhor Filme do Júri Popular: Las Herederas, de Marcelo Martinessi
- Melhor Filme do Júri da Crítica: Las Herederas, de Marcelo Martinessi
- Melhor Direção: Marcelo Martinessi, por Las Herederas
- Melhor Filme: Las Herederas, de Marcelo Martinessi

Longas brasileiros
- Melhor Desenho de Som: Alexandre Rogoski, por Ferrugem
- Melhor Trilha Musical: Max De Castro e Wilson Simoninha, Por Simonal
- Melhor Direção de Arte: Yurika Yamazaki, por Simonal
- Melhor Montagem: Gustavo Giani, por A Voz Do Silêncio
- Melhor Ator Coadjuvante: Ricardo Gelli, por 10 Segundos Para Vencer
- Melhor Atriz Coadjuvante: Adriana Esteves, por Benzinho
- Melhor Fotografia: Pablo Baião, por Simonal
- Melhor Roteiro: Jessica Candal e Aly Muritiba, Por Ferrugem
- Melhor Ator: Osmar Prado, por 10 Segundos Para Vencer
- Melhor Atriz: Karine Telles, por Benzinho
- Menção Honrosa: A Cidade Dos Piratas, de Otto Guerra
- Melhor filme do Júri Popular: Benzinho, de Gustavo Pizzi
- Melhor filme do Júri da Crítica: Benzinho, de Gustavo Pizzi
- Melhor Direção: André Ristum, por A Voz Do Silêncio
- Melhor Filme: Ferrugem, de Aly Muritiba

## 2019
Longas Brasileiros
- Melhor Filme: "Pacarrete", de Allan Deberton
- Melhor Direção: Allan Deberton, "Pacarrete"
- Melhor Ator: Paulo Miklos, em "O Homem Cordial"
- Melhor Atriz: Marcélia Cartaxo, em "Pacarrete"
- Melhor Roteiro: Allan Deberton, André Araújo, Natália Maia e Samuel Brasileiro, por "Pacarrete"
- Melhor Fotografia: Edu Rabin, por "Raia 4"
- Melhor Montagem: Joana Collier e Fernanda Krumel, por "Hebe"
- Melhor Trilha Musical: Sascha Kratzer, por "O Homem Cordial"
- Melhor Direção de Arte: Tulé Peake, por "Veneza"
- Melhor Atriz Coadjuvante: Carol Castro, em "Veneza" e Soia Lira, em "Pacarrete"
- Melhor Ator Coadjuvante: João Miguel, em "Pacarrete"
- Melhor Desenho de Som: Rodrigo Ferrante e Cauê Custódio, por "Pacarrete"
- Prêmio especial do Júri: "30 Anos Blues"
- Júri da Crítica: "Raia 4", de Emiliano Cunha
- Melhor filme do Júri Popular: "Pacarrete", de Allan Deberton

Longas estrangeiros
Melhor Filme: "El Despertar de Las Hormigas", de Antonella Sudasassi Furnis
Melhor Direção: Juan Cáceres, por "Perro Bomba"
Melhor Ator: Fernando Arze, em "Muralla"
Melhor Atriz: Julieta Díaz, "La forma de las horas"
Melhor Roteiro: Bernardo e Rafael Antonaccio, por "En el Pozo"
Melhor Fotografia: Rafael Antonaccio, por "En el Pozo"
Prêmio especial do júri: para as meninas Isabella Moscoso e Avril Alpizar do filme "El despertar de las hormigas', por suas excelentes atuações.
Menção Honrosa: para a direção de arte de "Dos Fridas"
Júri da Crítica: "El Despertar de Las Hormigas", de Antonella Sudasassi Furnis
Melhor filme Júri Popular: "Perro Bomba", de Juan Cáceres
Longas Gaúchos
Melhor filme: Raia 4, de Emiliano Cunha
Curtas Brasileiros
Melhor Filme: "Apneia", de Carol Sakura e Walkir Fernandes
Melhor Direção: Diogo Leite, por "O Menino Pássaro"
Melhor Ator: Rômulo Braga, em "Marie"
Melhor Atriz: Cassia Damasceno, em "Mulher que Sou"
Melhor Roteiro: Renata Diniz, por "O Véu de Armani"
Melhor Fotografia: Sebastian Cantillo, por "A Ética das Hienas"
Melhor Montagem: Daniel Sena e Thiago Foresti, por "Invasão Espacial"
Melhor Trilha Musical: Carlos Gomes, em "Teoria Sobre Um Planeta Estranho"
Melhor Direção de Arte: Gutor BR, por "Sangro"
Melhor Desenho de Som: Gustavo Soesi, "Um Tempo Só"
Prêmio especial do júri: para as atrizes Divina Valéria e Wallie Ruy, em "Marie", por nos permitirem vivenciar deslocamentos corporais inesperados e por imaginarem um futuro travesti num país que mais mata trans no mundo.
Júri da Crítica: "Marie", de Leo Tabosa
Melhor Filme Júri Popular: "Teoria Sobre Um Planeta Estranho", de Marco Antônio Pereira
Menção Honrosa: a Ester Amanda Schafe, de "A Pedra", pela vigorosa interpretação e pelo talento promissor que revela.
Prêmio Aquisição Canal Brasil: "Marie", de Leo Tabosa.

## 2020
Longas-Metragens Brasileiros
- Melhor Filme: "King Kong en Asunción", de Camilo Cavalcante
- Melhor Direção: Ruy Guerra, "Aos Pedaços"
- Melhor Ator: Andrade Júnior, em "King Kong en Asunción"
- Melhor Atriz: Isabél Zuaa, em "Um Animal Amarelo"
- Melhor Roteiro: Felipe Braçanca, por "Um Animal Amarelo"
- Melhor Fotografia: Pablo Baião, por "Aos Pedaços"
- Melhor Montagem: Eduardo Gripa, por "Me Chama Que Eu Vou"
- Melhor Trilha Musical: Salloma Salomão, por "Todos os Mortos" e Shaman Herrera, por "King Kong en Asunción"
- Melhor Direção de Arte: Dina Salem Levy, por "Um Animal Amarelo"
- Melhor Atriz Coadjuvante: Alaíde Costa, em "Todos os Mortos"
- Melhor Ator Coadjuvante: Thomás Aquino, em "Todos os Mortos"
- Melhor Desenho de Som: Bernardo Uzeda, por "Aos Pedaços"
- Menção Honrosa do Juri: Higor Campagnaro, por "Um Animal Amarelo"
- Melhor filme do Júri Popular: "King Kong en Asunción", de Camilo Cavalcante

Longas-Metragens Estrangeiros
- Melhor Filme: "La Frontera", de David David
- Melhor Direção: Mariana Viñoles, por "El Gran Viaje al País Pequeño"
- Melhor Ator: Anibal Ortiz, em "Matar a un Muerto"
- Melhor Atriz: Daylin Vega Moreno e Sheila Monterola, em "La Frontera"
- Melhor Roteiro: David David, por "La Frontera"
- Melhor Fotografia: Nicolas Trovato, por "El Silencio del Cazador"
- Prêmio especial do júri: "El Gran Viaje al País Pequeño", de Mariana Viñoles
- Melhor filme Júri Popular: "El Gran Viaje al País Pequeño", de Mariana Viñoles

Longas-Metragens Gaúchos
- Melhor filme: "Portuñol", de Thais Fernandes

Curtas-Metragens Brasileiros
- Melhor Filme: "O Barco e o Rio", de Bernardo Ale Abinader
- Melhor Direção: Bernardo Ale Abinader, por "O Barco e o Rio"
- Melhor Ator: Daniel Veiga, por "Você tem olhos tristes"
- Melhor Atriz: Luciana Souza, "Inabitável"
- Melhor Roteiro: Matheus Farias e Enock Carvalho, por "Inabitável"
- Melhor Fotografia: Valentina Ricardo, por "O Barco e o Rio"
- Melhor Montagem: Ana Júlia Travia, por "Você tem olhos tristes"
- Melhor Trilha Musical: Hakaima Sadamitsu e M. Takara, em "Atordoado, eu permaneço atento"
- Melhor Direção de Arte: Francisco Ricardo Lima Caetano, por "O Barco e o Rio"
- Melhor Desenho de Som: Isadora Torres e Vinicius Prado Martins, "Receita de Caranguejo"
- Prêmio especial do júri: Preta Ferreira, em "Receira de Caranguejo"
- Melhor Filme Júri Popular: "O Barco e o Rio", de Bernardo Ale Abinader